# Sportmedizin

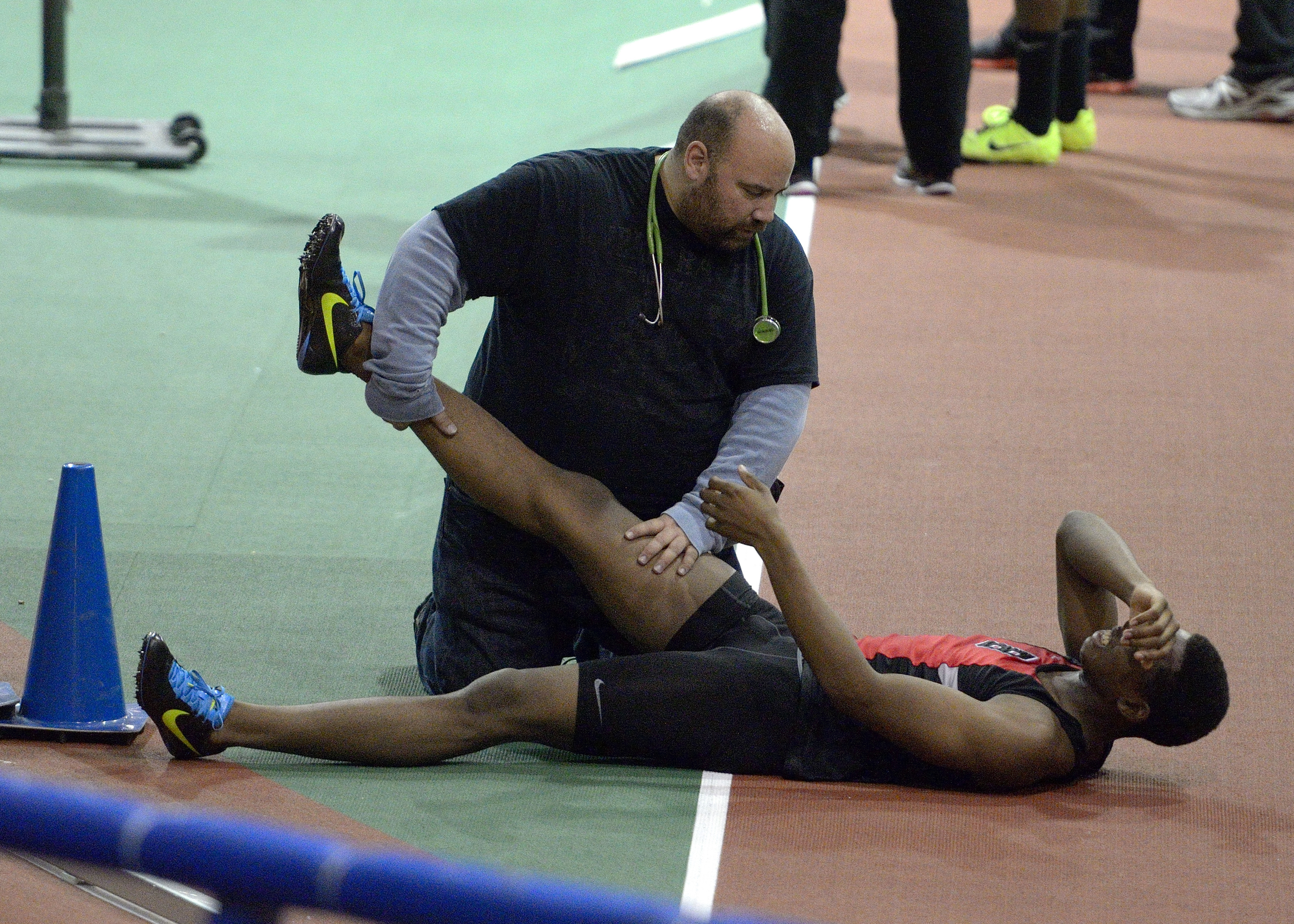
Sportmedizin

Sportmedizin untersucht den Einfluss von Bewegung, Training und Sport sowie Bewegungsmangel auf den gesunden und kranken Menschen jeder Altersstufe, um die Befunde der Prävention, Therapie und Rehabilitation den Sporttreibenden dienlich zu machen. Sie umfasst theoretische und praktische Medizin und kann dabei auf Theorien zurückgreifen, die bis zur Antike zurückreichen.
Diese Beschreibung von Wildor Hollmann (1958) wurde 1977 als offizielle Definition vom Weltverband für Sportmedizin (FIMS) übernommen und lautet in der englischen Fassung: „Sports medicine embodies theoretical and practical medicine which examines the influence of exercise, training and sports, as well the lack of exercise, on healthy and unhealthy people of all ages to produce results that are conclusive to prevention, therapy and rehabilitation as well as beneficial for the athlete himself“.

## Charakteristik
Im Gegensatz zu den meisten medizinischen Fachgebieten ist Sportmedizin nicht diagnose- oder organbezogen, sondern untersucht die Bedeutung der körperlichen Aktivität für Gesundheit und Leistungsfähigkeit. Zentrales Anliegen ist dabei die Erforschung der Wirkungen körperlicher Aktivität bzw. des Bewegungsmangels auf den Organismus. Darüber hinaus befasst sie sich mit sportspezifischen Erkrankungen und möglichen Therapien.
Allgemein ausgedrückt: Sportmedizin befasst sich mit den medizinischen Fragen von Bewegung und Sport.
Der Begriff Sportarzt taucht erstmals 1906 auf.

## Qualifikationen
In Deutschland wird „Sportmedizin“ im Rahmen einer fachübergreifenden ärztlichen Zusatz-Weiterbildung vermittelt (Zusatzbezeichnung Sportmedizin). Vor der Wiedervereinigung der beiden deutschen Staaten gab es in der DDR das Fachgebiet Sportmedizin mit den Qualifikationen Staatliche Anerkennung als Sportarzt (nach Absolvierung entsprechender Lehrgänge) und Facharzt für Sportmedizin (mit vierjähriger Weiterbildungszeit und Prüfung), was aber nicht als Gebietsweiterbildung fortgeführt wurde.
Entsprechende Qualifizierungen gab es bereits vorher in der UdSSR (Universität Tallinn) sowie in der ČSSR (Prag und Bratislava). Ähnliche Regelungen wurden in Italien und Norwegen getroffen.
Gegenwärtig führen 18 europäische Länder einen Facharzt für Sportmedizin (specialisation), seine Einführung ist in weiteren Ländern vorgesehen. Die Facharztausbildung dauert zwischen 2 und 5 Jahre. Sportmedizinische Kurse oder Fortbildungsmöglichkeiten (subspecialisation) werden in nahezu allen europäischen Ländern angeboten.
In Deutschland ist ein gezieltes Studium an mehreren Universitäten möglich, die über eine Sportmedizinische Fakultät verfügen (z. B. Köln, Mainz und München). Daneben gibt es auch die Möglichkeit, Sportwissenschaften mit dem Schwerpunkt Sportmedizin zu studieren.

## Sportspezifische Krankheitsbilder
Typische Sportlererkrankungen und -verletzungen sind der Tennisarm, der Tennisellenbogen, das Läufer-, Jumper- bzw. Fußballerknie, der Skidaumen, die Boxernase, das Ringerohr sowie Ermüdungsfrakturen.
Der plötzliche Herztod bei Sportausübung wird häufig als durch Sportlererkrankung verursacht wahrgenommen. Die sportliche Belastung löst jedoch den Herztod, der aus einer Herzerkrankung bzw. Vorschädigung resultiert, lediglich aus.
Weitere Erkrankungen, deren Bezeichnung häufig aus der englischen Sprache stammen, sind: athlete’s foot, athlete’s nodules, Relatives Energiedefizit im Sport, exercise induced anaphylaxis, "bikini bottom", jogger’s kidney (Pseudonephritis athletica), jogger’s nipples, Läuferanämie, Marschhämoglobinurie, mogul skier’s palm, runner’s rump, swimmer’s ear, Tinea corporis (gladiatorum) und turf toe.